# Showdown auf dem Weg zur Hölle
Showdown auf dem Weg zur Hölle (Originaltitel: Purgatory) ist ein für das Fernsehen produzierter Fantasy-Western aus dem Jahr 1999 von Uli Edel. Der Film wurde am 10. Januar 1999 veröffentlicht. Die deutsche Erstausstrahlung war am 27. Dezember 2000 auf VOX.

## Handlung
Eine Bande Outlaws überfällt die Bank eines Städtchens. Dabei kommen einige Outlaws, einige Passanten und eine Prostituierte ums Leben. Die Bande flieht vor dem Aufgebot, das ihnen dicht auf den Fersen ist. Durch eine Art Tunnel gelangen sie in das Städtchen Refuge, wo sie glauben, vorläufig in Sicherheit zu sein. Doch einige der Bewohner des Städtchens scheinen der Bande merkwürdig bekannt vorzukommen. Als die Kirchenglocke erklingt, gehen alle Einwohner widerstandslos zur Kirche. Die merkwürdigen Ereignisse häufen sich, die Bewohner der Stadt benehmen sich seltsam. Als eine Kutsche eintrifft, steigt die totgeglaubte Prostituierte aus. Die Einwohner entpuppen sich als tote Outlaws und Kriminelle, wie Wild Bill Hickock, Billy The Kid und Doc Holiday. Langsam wird den Outlaws klar, dass sie sich im Fegefeuer (engl. purgatory) befinden.

## Kritik
Das Lexikon des internationalen Films urteilte, der Film sei ein „aufwändig produzierter (Fernseh-)Western mit übernatürlichen Elementen“, der „letztlich nur die Standards des Genres“ variiere. „Dank der solide spielenden Darsteller“ sei der Fernsehfilm „dennoch ansprechend unterhaltsam“.